# Agronômica (Santa Catarina)
Pour les articles homonymes, voir Agronômica.
Agronômica est une ville brésilienne de l'État de Santa Catarina.

## Géographie
Agronômica se situe dans la haute-vallée du rio Itajaí, par une latitude 27° 15′ 54″ sud et par une longitude de 49° 42′ 40″ ouest, pour une altitude de 347 mètres.
Sa population était de 4 901 habitants au recensement de 2010. La municipalité s'étend sur 136 km2.
La ville se situe à 194 km à l'ouest de la capitale de l'État, Florianópolis. Elle fait partie de la microrégion de Rio do Sul, dans la mésorégion de la Vallée du rio Itajaí.
Le climat y est humide, avec une température moyenne annuelle y est de 25 °C.
L'IDH de la ville était de 0,811 en 2000 (PNUD).

## Histoire
Les premiers immigrants européens, principalement d'origine allemande et italienne, arrivent dans la région en 1909. Ils y trouvent les terres fertiles, propices à l'agriculture, qu'ils recherchent et fondent une localité, alors nommée Pastegem. La localité devient un district de Rio do Sul en 1961 puis est officiellement élevée à la catégorie de municipalité le 8 avril 1964, démembrement de Rio do Sul,

## Économie
L'économie locale est principalement fondée sur l'agriculture et l'élevage, notamment les cultures du riz, du maïs et du tabac. Quelques industries de petite taille y sont également installées (bois, meubles, céramiques, vêtements...).
La municipalité possède la plus grande productivité au niveau national concernant la culture irriguée du riz, avec 11,9 tonnes par hectare, soit l'une des plus élevées au monde.

## Culture
Depuis l'an 2000, une fête annuelle, la Ferroz (de festa, fête, et arroz, riz) est célébrée pour commémorer les records de productivité de la ville concernant la culture du riz.
Les autres évènements qui rythment la vie de la municipalité sont :
- en mars, la « fête de l'ouverture de la récolte du riz » ;
- le 26 mai, la « fête de Notre-Dame du Caravage » (Nossa Senhora do Caravaggio en portugais) ;
- le 6 juin, l'anniversaire de la ville ;
- le 25 juillet, la « fête du colon et du chauffeur » ;
- le 6 août, la festa do Senhor Bom Jesus de Guape.

## Administration
La municipalité est constituée d'un seul district, siège du pouvoir municipal.

## Villes voisines
Agronômica est voisine des municipalités (municípios) suivantes :
- Aurora
- Ituporanga
- Atalanta
- Agrolândia
- Trombudo Central
- Laurentino
- Rio do Sul